# Oxyrhachis geniculata
Oxyrhachis geniculata är en insektsart som beskrevs av Ananthasubramanian 1980. Oxyrhachis geniculata ingår i släktet Oxyrhachis och familjen hornstritar. Inga underarter finns listade i Catalogue of Life.